# Svibje
Svibje – wieś w Chorwacji, w żupanii zagrzebskiej, w gminie Rugvica. W 2011 roku liczyła 498 mieszkańców.